# Бюро по микологии и фитопатологии
Бюро́ по миколо́гии и фитопатоло́гии — научное учреждение создано в 1907 году А. А. Ячевским при Учёном комитете Главного управления землеустройства и земледелия. В 1917 году было переименовано в  Отделение микологии и фитопатологии Сельскохозяйственного учёного комитета Министерства земледелия, а с 1918 г. — Наркомзема РСФСР. Отдел в 1923 году вошел в Государственный институт опытной агрономии, а в 1929 году стал лабораторией микологии и фитопатологии Института борьбы с вредителями и болезнями растений. Ячевский А. А. оставался заведующим лабораторией до 1939 года.
Все эти годы сотрудники занимались изучением грибов и вызываемых ими болезней у растений, работали с чистыми культурами, собирали коллекцию микроорганизмов. Были созданы грибной гербарий, коллекции снимков, музей фитопатологии.
Издавались «Ежегодники сведений о болезнях и повреждениях растений», «Материалы по микологии и фитопатологии России», «Труды Бюро по микологии и фитопатологии».